# 宮条カルナ
宮条 カルナ（くじょう カルナ、2月23日 - ）は、日本の漫画家、イラストレーター。栃木県出身。以前使用していた名義は軽菜秋。

## 作品リスト

### 漫画
- 英雄ノススメ（月刊ガンガンWING、全2巻）
- ラジアータ ストーリーズ ザ ソング オブ リドリー[RADEATASTORIES The Song of RIDLEY]（月刊ガンガンWING、全5巻）
- キヨとミヤ（全1巻）
- アホリズム（月刊ガンガンWING→ガンガンONLINE、既刊17巻）
  - 弩アホリズム（月刊少年ガンガン、全3巻）
  - 堕アホリズム（原作担当、ガンガンONLINE、全2巻）
- みんなの呉（ガンガン戦-IXA-、ガンガンONLINE、連載中）

### イラスト
- オンラインゲーム『戦国IXA』（スクウェア・エニックス） - 武将カード「竹中半兵衛」
- テレビアニメ『私がモテないのはどう考えてもお前らが悪い!』 - 第11話エンドカードイラスト